# گلد ویند

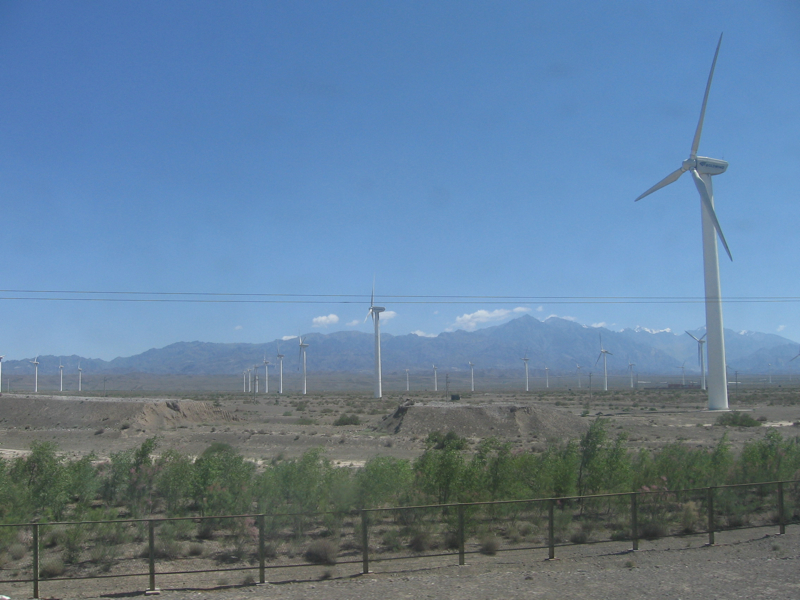
توربین‌های در حال کار در مزرعه بادی در چین.

گلد ویند (به انگلیسی: Goldwind) شرکت چینی تولیدکننده توربین‌های بادی است، که دفتر مرکزی آن در شهر اورومچی، سین‌کیانگ، چین قرار دارد. شرکت گلد وین، دومین تولیدکننده توربین‌های بادی در چین و سومین شرکت تولید توربین بادی در جهان می‌باشد.